# الفن الإسكتلندي في القرن التاسع عشر

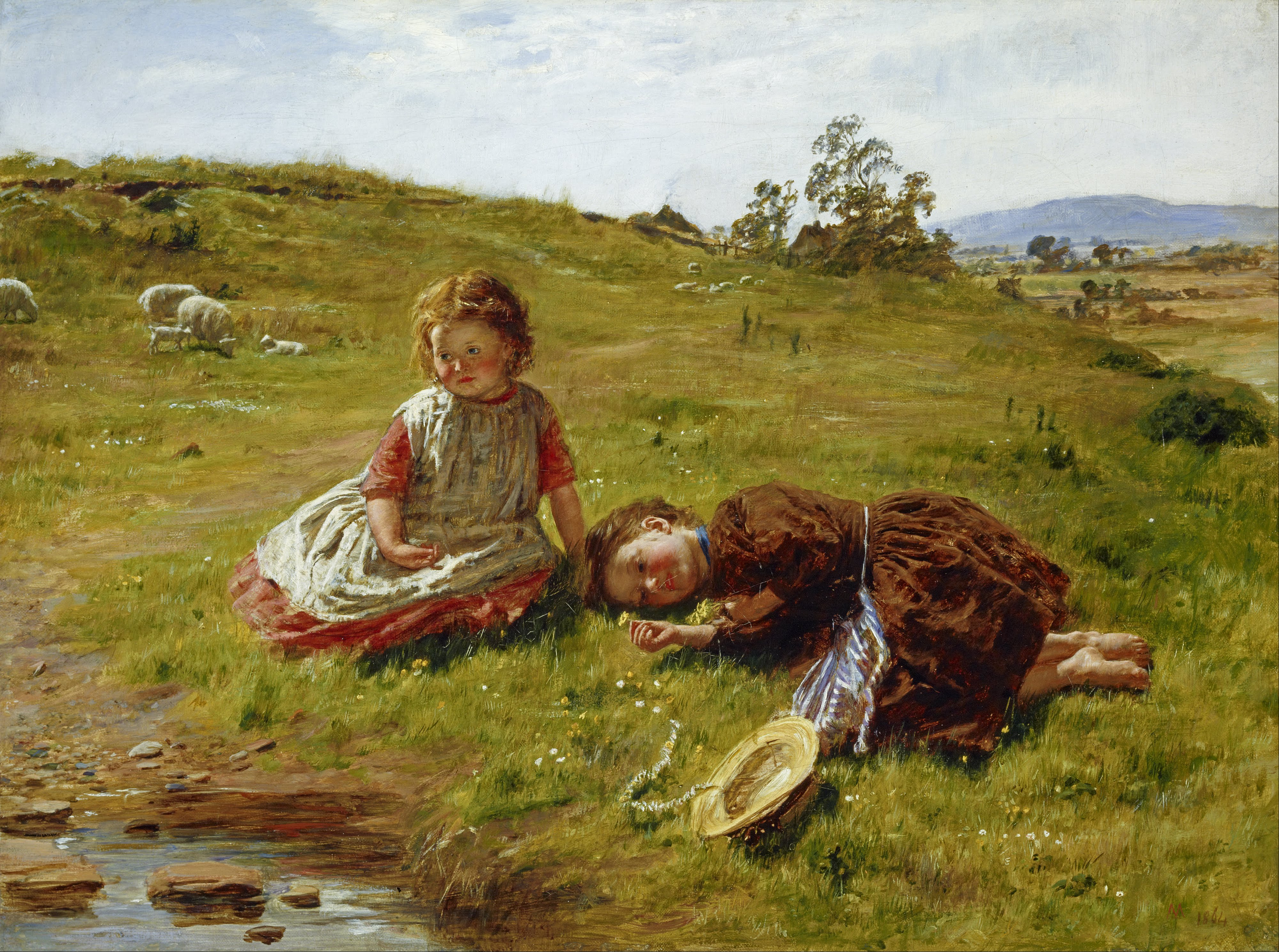
لوحة الربيع لوليام مكتاجرت (1864)

يشكل الفن الإسكتلندي في القرن التاسع عشر هيكل الفنون البصرية التي صُنعت في إسكتلندا على يد الإسكتلنديين أو حول مواضيع إسكتلندية. شهدت هذه الفترة تزايد معدل الاحتراف وتنظيم الفن في إسكتلندا. تشمل المؤسسات الرئيسية التي تأسست في هذه الفترة كلًا من معهد تشجيع الفنون الجميلة في إسكتلندا والأكاديمية الملكية الإسكتلندية للفنون والمعرض الوطني في إسكتلندا ومعرض البورتريه الوطني الإسكتلندي ومعهد غلاسكو. ركز التعليم الفني في إدنبره على أكاديمية القيمين على الرسم في إدنبره. تأسست مدرسة غلاسكو للفنون في عام 1845 ومدرسة غراي للفنون في أبردين عام 1885.
كان هنري رايبورن، المعروف بالبورتريهات التي رسمها لشخصيات بارزة في الحياة الإسكتلندية والتي تميزت بحميميتها، أول فنان مشهور تابع حياته المهنية بكاملها في إسكتلندا. كان من بين تلاميذه كل من الإخوة ويليام وأرشيبالد وأندرو روبرتسون. شمل الجيل الثاني من رسامي البورتريه كلًا من دايفيد واتسون وجون واتسون غوردون. كان من بين الفنانين البارزين في غلاسكو جون غراهام غيلبرت ودانيال ماكني. برز دايفيد ويلكي كواحد من أكثر الفنانين البريطانيين تأثيرًا في القرن من خلال مجموعة متنوعة من الأشكال. ساعد ألكسندر ناسميث في صياغة تقليد رسم المناظر الطبيعية الإسكتلندية، والذي ركز في منتصف القرن التاسع عشر على المرتفعات. أُخذت إلى أواخر القرن التاسع عشر على يد مجموعة من الفنانين من بينهم هوراشيو مكولوك وجوزيف فاركهارسون وويليام مكتاغارت. أُسس عدد من المستعمرات الفنية بالاقتراب من نهاية القرن، لا سيما في المجتمعات الساحلية مثل بيتنويم وكيركودبرايت. كان لويلكي دور فعال في تطوير الرسم النوعي الذي تبعه فنانون من بينهم جون بيرنت وألكسندر جورج فريزر ووالتر غيكي. ساعد أيضًا في إثارة الاهتمام بالرسم الإسباني والشرقي، وتبعه آلان ودايفيد روبرتس وجون فيليب.
كان لورانس ماكدونالد وجورج كومب رواد النحت في إسكتلندا. يُعد جون ستيل أول نحات إسكتلندي مشهور يتابع مسيرته المهنية في إسكتلندا، إذ جذبت منحوتته ألكسندر وبوسيفالوس الانتباه كما فعل تصميمه لتمثال السير والتر سكوت الذي دُمج في النصب التذكاري للروائي في إدنبره. عززت التماثيل التي صُممت من أجل نصب والاس التذكاري وبمناسبة حلول الذكرى المئوية لوفاة روبرت بيرنز في عام 1896 تقليد النحت الإسكتلندي. ابتكر روبرت آدمسون ودايفيد أوكتافيوس هيل التصوير الفوتوغرافي في إسكتلندا. أسس هيل وآدمسون أول استوديو للتصوير الفوتوغرافي في إسكتلندا عام 1843، وأنتجا عملًا تُوج من بين أفضل الأعمال الفنية التي استخدمت التصوير الفوتوغرافي. تبعهما فيما بعد توماس أنان وجورج واشنطن ويلسون وكليمنتينا هاواردين.
تمثلت بدايات حركة الفنون والحرف في إسكتلندا بإحياء الزجاج الملون خلال الخمسينيات من القرن التاسع عشر، وكان رائدها في إدنبره جيمس بالانتين وفي غلاسكو دانيال كوتتيه. كان المصمم والمنظر المولود في غلاسكو والمدعو كريستوفر دريسر، من أوائل وأهم المصممين المستقلين، وهو شخصية محورية في الحركة الجمالية ومساهم رئيسي في الحركة الأنجلو يابانية المتحالفة. تبع فنانون من بينهم آنا تراكوير وجون دنكان وستيورات كارمايكل وجورج داتش ديفيدسون النهضة الكلتية، بالاعتماد على الأساطير القديمة والتاريخ لإنتاج الفن بلغة حديثة. ارتبطت التطورات في الفن الإسكتلندي في أواخر القرن التاسع عشر. شكل هذا مكونًا من مجموعات واسعة بما فيها فتيان غلاسكو وجيمس غوثري وجوزيف كوراهول وجورج هنري وإي إيه والتون الذين تأثروا بالانطباعية الفرنسية والواقعية. تألفت «الأربعة» أو ما تُعرف أيضًا باسم «مدرسة الشبح» من المعماري الشهير تشارلز ريني ماكينتوش ومارغريت ماكدونالد وفرانسيس ماكنير. أنتج هؤلاء مزيجًا مميزًا من التأثيرات التي ساعدت في تحديد أسلوب الفن الجديد.

## المؤسسات والتعليم
تأسس معهد تشجيع الفنون الجميلة في إسكتلندا عام 1819 في إدنبره، بغرض إتاحة الفرصة للفنانين لتقديم أعمالهم. هيمنت عليه نخبة ارستقراطية صغيرة وأقصت الفنانين من لجنتها. أدى ذلك إلى تأسيس الأكاديمية الملكية الإسكتلندية للفنون في عام 1826، وأدت المنافسة الناتجة بين الهيئتين إلى اندماج فعلي في نهاية الأمر. أصبح مبنى المعهد الملكي القائم حاليًا في شارع برينسس، إدنبره عام 1835، مقر الأكاديمية للمعارض. مُنحت الأكاديمية ميثاقًا ملكيًا في عام 1837 وكان لأعضائها دور فعال في تأسيس معرض إسكتلندا الوطني في إدنبره، والذي افتُتح عام 1859. تأسس المعرض الوطني الإسكتلندي للصور في عام 1882. تأسس معهد غلاسكو في عام 1861 لتوفير فرص عرض في المدينة النامية على غرار تلك التي في إدنبره. افتتح معرضه الخاص في شارع ساكيهول عام 1879. حصل على ميثاق ملكي في عام 1896 وأصبح معهد غلاسكو للفنون الجميلة.
تمتلك إسكتلندا مدراس فنية منذ القرن الثامن عشر. تأسست أكاديمية القيمين على الرسم في إدنبره عام 1760. أصبحت مدرسة الأمناء للفنون ووُضعت تحت رعاية قسم العلوم والفنون في جنوب كنسينغتون عام 1858. استحوذت عليها إدارة التعليم الإسكتلندي عام 1907. نشأت مدرسة غلاسكو للفنون من مدرسة التصميم في المدينة التي تأسست عام 1845. تأسست مدرسة غراي للفنون في أبردين عام 1885.

## البورتريه
كان هنري رايبورن (1756- 1823) أول فنان مشهور يمضي حياته المهنية بكاملها في إسكتلندا. وُلد في إدنبره وعاد إلى هناك بعد رحلة إلى إيطاليا عام 1786، واشتهر بالبورتريهات التي رسمها لشخصيات بارزة في الحياة الإسكتلندية والتي اتسمت بالحميمية، متجاوزًا بعد ذلك الطبقة الارستقراطية إلى المحامين والأطباء والأساتذة والكتاب والوزراء، مضيفًا عناصر من الرومانسية إلى تقليد «الأسلوب الرفيع» لجوشوا رينولدز. أصبح فارسًا عام 1822 ورسامًا للملك وليمنر في عام 1823، مما مثل عودة إلى المنصب المرتبط بإنتاج الفن. كان من بين تلاميذه الأخوين ويليام (ألكسندر) (1841- 1772) وأرشيبالد (1765- 1835) وأندرو روبرتسون (1777- 1845). واصل ويليام وأرتشيبالد تأسيس الأكاديمية الكولومبية للرسم في نيويورك، وكان أندرو هو رسام البورتريه المصغر الإسكتلندي الرائد في عصره. ارتبط اسمه باقتراب نهاية حياته المهنية مع جون سيمي (1795- 1861) وكولفين سميث (1795- 1875). تدرب دايفيد واتسون (1767- 1837) الذي كان من جيل الرسامين الذي أعقب رايبورن، مع رينولدز في لندن قبل أن يعود إلى وطنه ليصبح أول رئيس للأكاديمية الإسكتلندية عام 1826. يمكن رؤية تأثير كل من رينولدز ورايبورن في عمله، بما في ذلك لوحة فتاة ترسم (1813) ومجموعة البورتريه الكبيرة أطفال إيرل إلجين مع ممرضتهم (نحو 1805). تبعه كرئيس للأكاديمية ابن أخيه جون واتسون غوردون (1788- 1864)، الذي درس أيضًا مع رايبورن. رسم بورتريهات لشخصيات ثقافية بارزة، مثل جيمس هوغ وليدي نايرن كجزء من سلسلة من اللوحات بتكليف من ويليام بلاكوود. بدأت أعماله تتأثر بالتصوير الفوتوغرافي المبكر وذلك منذ أربعينيات القرن التاسع عشر، مع إضاءة هادئة وألوان صامتة كما يتضح من بورتريه المدير لي (1847).